# Telosma
Telosma es un género de plantas fanerógamas de la familia Apocynaceae.  Comprende 18 especies descritas y de estas, solo 9 aceptadas. Es originaria de África y Asia.

## Descripción
Son enredaderas sufrútices o lianas que alcanzan los 8 m de alto; con látex blanco o incoloro. Brotes glabrescentes, puberulous o pubescentes. Las hojas son largamente pecioladas; papiráceas de 4-13 cm de largo y 3-10 cm de ancho, ovadas, basalmente cordadas, el ápice acuminado, glabras o pubescentes.
Las inflorescencias son extra-axilares, solitarias, más cortas que las hojas adyacentes, con 15-30  flores, los pedúnculos casi tan largos como los pedicelos, glabros o puberulous. Las flores generalmente son fuertes y con dulce fragancia

## Especies aceptadas
A continuación se brinda un listado de las especies del género Telosma aceptadas hasta octubre de 2013, ordenadas alfabéticamente. Para cada una se indica el nombre binomial seguido del autor, abreviado según las convenciones y usos. 
- Telosma accedens (Blume) Backer
- Telosma africana N.E.Br.
- Telosma angustiloba Merr.
- Telosma celebica (Warb.) M.A.Rahman & Wilcock
- Telosma cordata Merr.
- Telosma crispipetala Elmer
- Telosma filipes (Schltr.) M.A.Rahman & Wilcock
- Telosma pallida Craib.
- Telosma procumbens Merr.
- Telosma puberula (Miq.) Kerr